# Ignurbia
Ignurbia là một chi thực vật có hoa trong họ Cúc (Asteraceae).

## Loài
Chi Ignurbia gồm các loài: